# St. George’s Cathedral (Chennai)

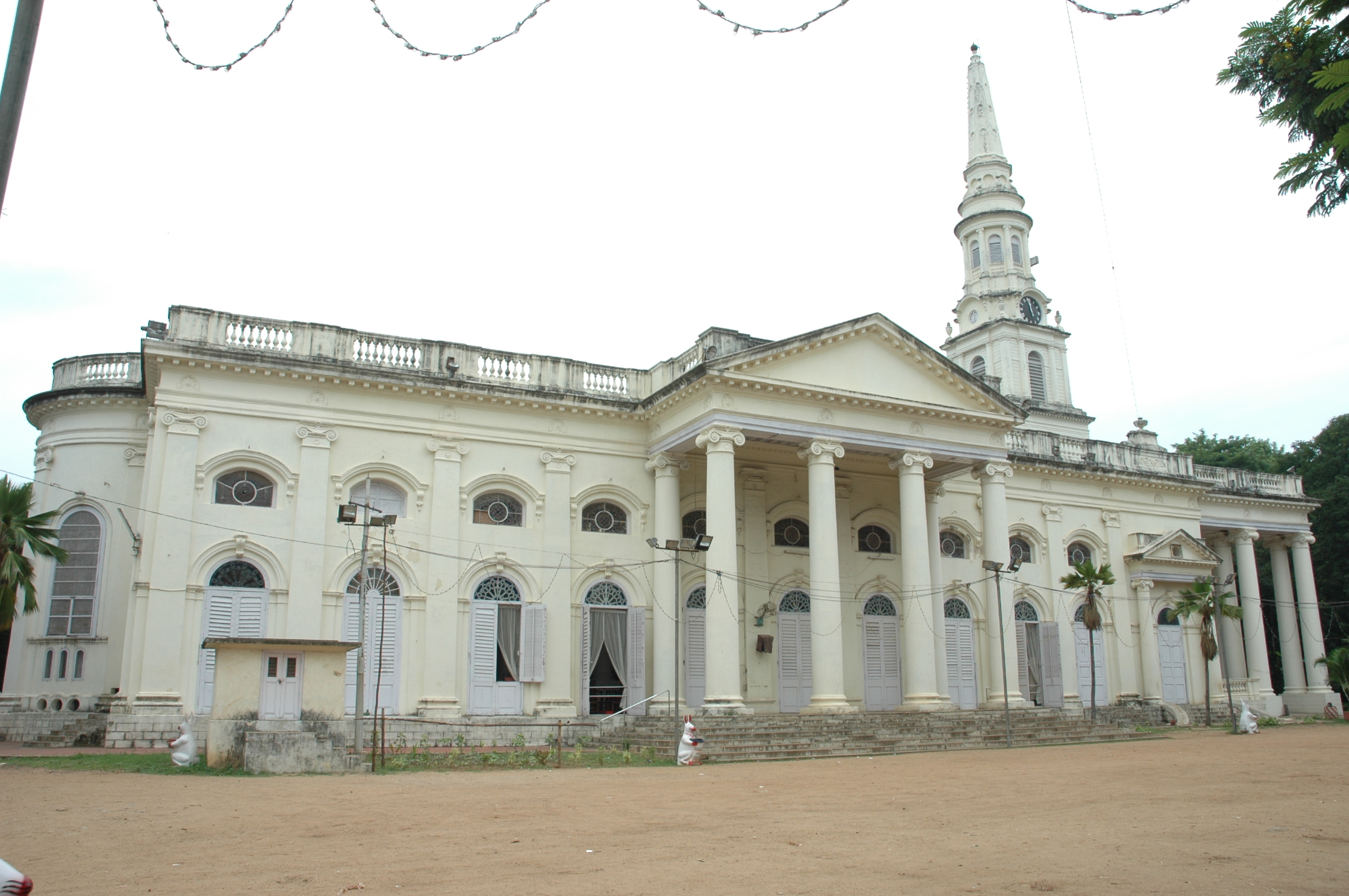
Seitenansicht der St. George’s Cathedral

Die St. George’s Cathedral (St.-Georgs-Kathedrale, Tamil: புனித ஜார்ஜ் கோவில்) ist eine Kirche in Chennai (Madras), der Hauptstadt des indischen Bundesstaates Tamil Nadu. Sie ist die Kathedrale des Bistums Madras der anglikanischen Church of South India. Die St. George’s Cathedral ist im klassizistischen Stil gehalten und wurde im Jahr 1815 während der britischen Kolonialzeit fertiggestellt. Am 27. September 1947 wurde in der St. George’s Cathedral die Church of South India gegründet.

## Geschichte

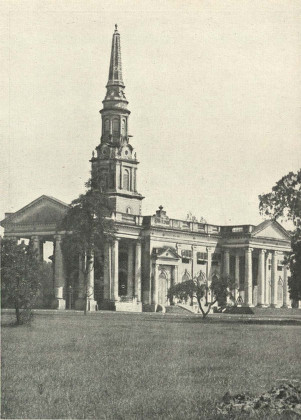
Die St. George’s Cathedral im Jahr 1905

Madras, das heutige Chennai, entwickelte sich nach der Gründung des Fort St. George durch die Britische Ostindien-Kompanie im Jahr 1640 zu einem Zentrum der britischen Kolonialisierung Indiens. Dadurch entstand in der Stadt neben einer bestehenden katholischen auch eine anglikanische Gemeinde. Nachdem die 1680 fertiggestellte St. Mary’s Church im Fort St. George Anfang des 19. Jahrhunderts für die wachsende Zahl anglikanischer Christen in der Stadt zu klein geworden war, entschied man sich, an der Mount Road (heute Anna Salai), der vom Fort St. George zum St. Thomas Mount führenden Ausfallstraße, eine neue Kirche zu errichten. Diese wurde 1815 fertiggestellt und erhielt nach dem Heiligen Georg, dem Nationalheiligen Englands und Namenspaten des Fort St. George, den Namen St. George’s Church. Die Kirche wurde von John Lawrence Caldwell, dem Oberingenieur der Britischen Ostindien-Kompanie, geplant und unter der Ägide von dessen Assistenten Captain Thomas De Havilland erbaut. Obwohl bereits 1815 Messen in der Kirche abgehalten wurden, wurde sie erst am 8. Januar 1816 durch den anglikanischen Bischof von Kalkutta geweiht. 1835 wurde Madras zu einem eigenen Bistum erhoben und die St. George’s Church zu deren Kathedrale, weshalb sie fortan St. George’s Cathedral genannt wurde.
Hatten die anglikanischen Gemeinden in Indien ursprünglich noch zur Church of England gehört, wurden sie 1930 zu einem Teil der Church of India, Burma and Ceylon. Am 27. September 1947 vereinigten sich die südlichen Bistümer der Church of India, Burma and Ceylon mit einer Reihe von kongregationalistischen, presbyterianischen, reformierten und methodistischen Kirchen zur Church of South India. Ort der Gründung der Church of South India war die St. George’s Cathedral.

## Architektur

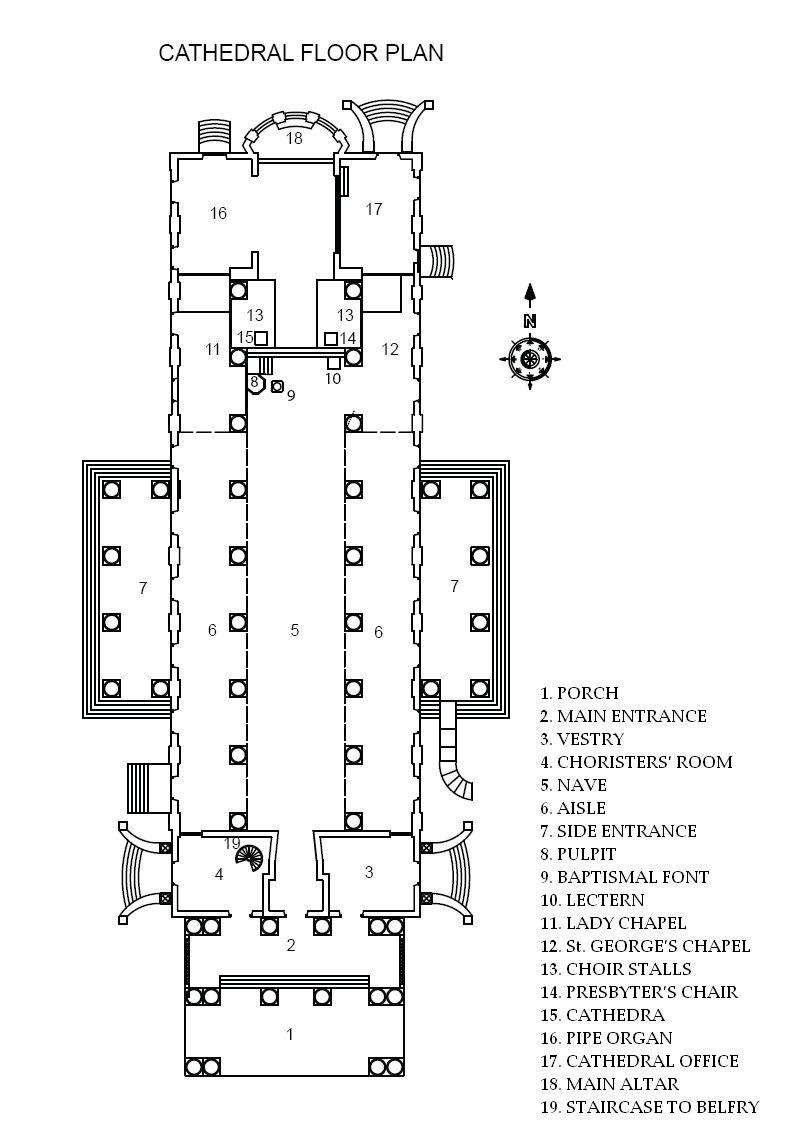
Grundriss

Die St. George’s Cathedral ist neben der nur wenige Jahre später erbauten St. Andrew’s Church eines von zwei Beispielen für den georgianischen Klassizismus in Chennai. Wie die St. Andrew’s Church orientiert sich die St. George’s Cathedral am Vorbild der Londoner Kirche St. Martin-in-the-Fields. Von der St. Andrew’s Church unterscheidet sich die St. George’s Cathedral vor allem durch ihren rechteckigen Grundriss.